# 土岐町立土岐小学校益見分校
土岐町立土岐小学校益見分校（ときちょうりつ ときしょうがっこう ますみぶんこう）は、かつて岐阜県土岐郡土岐町（現在の瑞浪市）に存在した公立小学校の分校。

## 概要
- 土岐小学校の分校であり、明治初期の猿子村に該当する地域（現在の瑞浪市益見町、及び瑞浪市土岐町の一部（益見地区））が校区であった。1948年3月廃校。校舎は同年8月まで土岐町立土岐中学校の仮教室として使用された。

## 沿革
- 1873年（明治6年） - 土岐郡猿子村に啓明学校が開校する。
- 1875年（明治8年）1月1日 - 神箆村と猿子村が合併し、土岐村が発足。
- 1877年（明治10年） - 益見学校に改称する。
- 1887年（明治20年） - 益見尋常小学校に改称する。
- 1917年（大正6年） - 土岐尋常高等小学校に統合され廃校。
- 1926年（大正15年）4月1日 - 土岐村が町制施行し、土岐町となる。
- 1927年（昭和2年） - 土岐尋常高等小学校益見分教場を設置。
- 1941年（昭和16年）4月1日 - 土岐国民学校益見分教場に改称する。
- 1947年（昭和22年）4月1日 -
  - 土岐町立土岐小学校益見分校に改称する。
  - 土岐町立土岐中学校が開校。校舎未完成のため、2年生は土岐小学校益見分校を仮教室とする。
- 1948年（昭和23年）
  - 3月 - 廃校。土岐中学校2年生は引き続き益見分校の校舎を仮教室として授業を受ける。
  - 4月 - 生徒数増加により、土岐中学校2年生は益見分校とと益見公会堂[注釈 2]で授業を行う。
  - 8月 - 土岐中学校の新校舎が完成し、旧・益見分校での授業を廃止。